# 시노노이정
시노노이정(篠ノ井町)은 나가노현 사라시나군에 있던 정이다. 현재의 나가노시에 해당한다.

## 역사
- 1889년 4월 1일 - 정촌제 시행에 의해 2촌의 구역을 확장해 시노노이촌이 성립하였다.
- 1914년 4월 21일 - 정으로 승격해 시노노이정이 되었다.
- 1955년 4월 1일 - 노부사토촌을 편입하였다.
- 1959년 5월 1일 - 시오자키촌과 합병해 시노노이시가 성립하여, 동일 시노노이정은 폐지되었다.

## 교통

### 철도
- 일본국유철도
  - 신에쓰 본선 (현・시나노 철도)
  - 시노노이선

## 참고문헌
- 角川日本地名大辞典 20 長野県